# Дядя Ваня (фильм, 1957)
Дядя Ваня (англ. Uncle Vanya) ― экранизация пьесы «Дядя Ваня» русского писателя Антона Павловича Чехова 1957 года. Режиссёры ― Франшо Тоун и Джон Гётц, продюсеры ― Франшо Тоун и Марион Парсоне. 
Франшо Тоун принимал участие в режиссуре фильма одновременно с постановкой им той же самой пьесы Чехова на офф-Бродвее; также он снялся в данном фильме в роли врача Астрова. Почти все актёры, принявшие участие в сценической постановке пьесы в Нью-Йорке, играли в фильме свои роли, за исключением супруги Тоуна ― Долорес Дорн-Хефт, которая снялась в фильме в роли Елены Андреевны, выступив вместо Сигне Хассо, которая играла ту же роль на сцене, но не смогла принять участие в съёмках фильма. В главной роли ― Джордж Восковец. 
Диалоги на оригинальном языке фильма основаны на переводе Старка Янга. Продолжительность кинокартины составляет 98 минут. В июне 2010 года фильм был официально выпущен на DVD. 
Франшо Тоун поставил пьесу «Дядя Ваня» на офф-Бродвее в 1956 году. Тогда же к нему пришла идея снять фильм, где можно было бы использовать большее количество декораций. Съёмки заняли более 24 дней.  